# Ville Ottavainen
Ville Ottavainen, född 12 augusti 2002 i Uleåborg, är en finländsk professionell ishockeyback som är kontrakterad till Seattle Kraken i National Hockey League (NHL) och spelar för Coachella Valley Firebirds i American Hockey League (AHL).
Han har tidigare spelat för JYP i Liiga; Keupa HT i Mestis samt Kitchener Rangers i Ontario Hockey League (OHL).
Ottavainen draftades av Seattle Kraken i fjärde rundan i 2021 års draft som 99:e spelare totalt.

## Statistik
| 2019–2020    | Kitchener Rangers          | OHL          | 53  | 4  | 11 | 15 | 20 | —  | — | — | — | —  |
| 2020–2021    | JYP                        | Liiga        | 22  | 1  | 2  | 3  | 10 | —  | — | — | — | —  |
|              | Keupa HT                   | Mestis       | 2   | 1  | 1  | 2  | 0  | —  | — | — | — | —  |
| 2021–2022    | JYP                        | Liiga        | 44  | 6  | 8  | 14 | 59 | —  | — | — | — | —  |
| 2022–2023    | JYP                        | Liiga        | 54  | 5  | 11 | 16 | 30 | —  | — | — | — | —  |
|              | Coachella Valley Firebirds | AHL          | 2   | 0  | 0  | 0  | 0  | —  | — | — | — | —  |
| 2023–2024    | Coachella Valley Firebirds | AHL          | 70  | 8  | 26 | 34 | 30 | 18 | 0 | 3 | 3 | 24 |
| 2024–2025    | Seattle Kraken             | NHL          | 1   | 0  | 1  | 1  | 0  | —  | — | — | — | —  |
|              | Coachella Valley Firebirds | AHL          | 66  | 3  | 12 | 15 | 41 | —  | — | — | — | —  |
| NHL totalt   | NHL totalt                 | NHL totalt   | 1   | 0  | 1  | 1  | 0  | —  | — | — | — | —  |
| Liiga totalt | Liiga totalt               | Liiga totalt | 120 | 12 | 21 | 33 | 99 | —  | — | — | — | —  |
| AHL totalt   | AHL totalt                 | AHL totalt   | 138 | 11 | 38 | 49 | 71 | 18 | 0 | 3 | 3 | 24 |